# Greg Smith (paralímpico)
Gregory Stephen "Greg" Smith, OAM (nascido em 19 de agosto de 1967) é um atleta paralímpico e jogador australiano de rugby em cadeira de rodas. Nos Jogos Paralímpicos de Atlanta 1996, Smith conquistou a medalha de prata nos 5000 metros T51. Também competiu nos 1500 e 400 metros e na maratona. Smith obteve três medalhas de ouro nos Jogos de Sydney 2000 ao vencer as provas 800, 1500 e 5000 metros, todas da categoria T52 e recebeu a medalha de Ordem da Austrália pelo seu bom desempenho nos Jogos de Sydney. Competiu na maratona masculina, categoria T52. No Campeonato Mundial de Atletismo Paralímpico de 1998, realizado em Berlim, na Alemanha, Smith conquista quatro medalhas de ouro, nos 800, 1500, 5000 metros e na maratona. Conquistou a medalha de prata nos Jogos Paralímpicos de Verão de 2008 em Pequim. Foi porta-bandeira da Austrália na cerimônia de abertura dos Jogos Paralímpicos de Londres 2012 e integrou a equipe nacional de rugby em cadeira de rodas que conquistou a medalha de ouro.

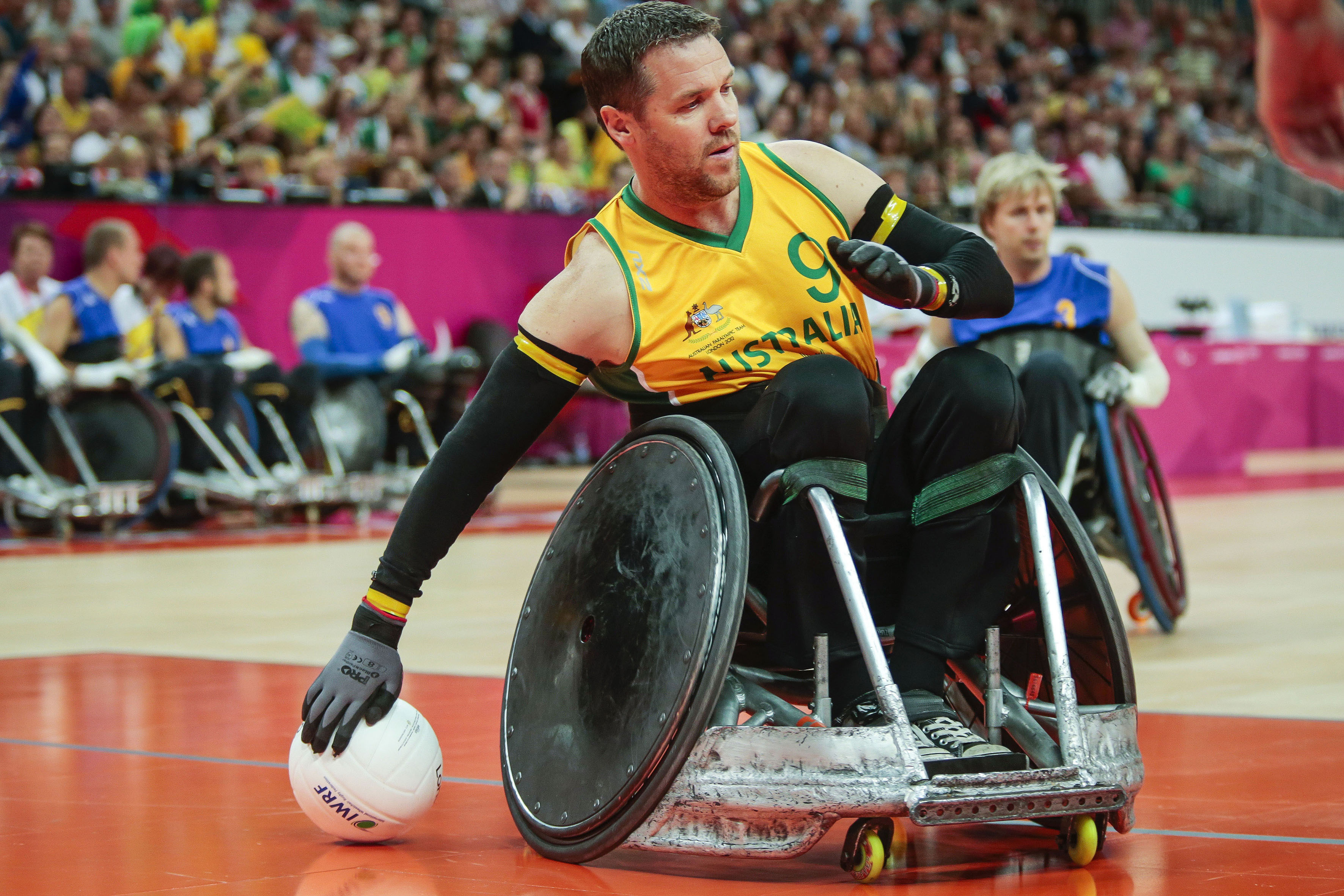
Smith disputando rugby em cadeira de rodas durante os Jogos Paralímpicos de Londres 2012.